# سيركان عكار
سيركان عكار (بالتركية: Serkan Acar)‏ هو لاعب كرة قدم تركي في مركز الدفاع، ولد في 31 أغسطس 1948 في إسطنبول في تركيا، وتوفي بنفس المكان في 18 أبريل 2013. لعب مع نادي فنربخشة.